# Enrique Corrales
Enrique Corrales Martín (ur. 1 marca 1982 w Sewilli) – hiszpański piłkarz występujący na pozycji obrońcy. Enrique Corrales to wychowanek Realu Madryt. W 2004 roku stał się piłkarzem CA Osasuna. Po 4 sezonach spędzonych w zespole z Nawarry, Corrales przeniósł się na Baleary, do klubu RCD Mallorca. W 2011 roku został zawodnikiem UD Las Palmas.